# King’s Somborne
King's Somborne – wieś w Anglii, w hrabstwie Hampshire, w dystrykcie Test Valley. Leży 8 km na zachód od miasta Winchester i 106 km na południowy zachód od Londynu.